# Setefilla
Setefilla és un castell ruïnós al terme municipal de Lora del Río (Província de Sevilla, Espanya). El nom de Setefilla té el seu origen en un topònim medieval que havia de referir-se a la fortalesa musulmana situada en l'altiplà del mateix nom. Durant l'edat mitjana Setefilla va ser un important enclavament relacionat amb la conquesta musulmana, la reconquesta i la repoblació consegüent de la zona, i apareix diverses vegades citada en els textos dels historiadors de l'època.
Després de la conquesta musulmana, la regió va quedar sota el control de la tribu berber dels Banu Layt, els qui van fortificar el castro de Chadfilah o Chant-Fila entre els anys 888-912. Al segle xii el geògraf Edrisi l'esmenta amb aquest últim nom, i més tard, després de la reconquesta de la zona per Ferran III en 1243, apareix citada per Alfons X de Castella amb el nom de Septefilia o Siete Fillas, denominació que engloba una àrea més extensa i que al·ludeix a set seus o despoblats, un dels quals va haver de constituir-lo el mateix Castell de Setefilla. La Taula de Setefilla va albergar una població fins a l'abandó definitiu del lloc en 1539. Al castell s'accedeix des del sud-oest, seguint un camí del qual encara queden traces evidents de paviment i d'un mur perimetral en el seu costat oriental.
La fortalesa consta de dos recintes emmurallats: En el primer, de majors dimensions, es localitza la porta d'entrada, al sud, a través d'una torre rectangular. En l'extrem sud-est existeix una altra torre, i en el costat est, més cap al nord, una tercera. En el segon recinte, situat a una cota més alta que la resta, està defensat en el seu flanc sud per tres torres. La central, de majors dimensions i millor conservada, és la Torre de l'Homenatge. El segon recinte té una forma irregular, ja que s'adapta a l'extrem del promontori sobre el qual s'assenta el castell. El pati interior és de dimensions molt menors que el pati d'armes i en el seu extrem nord es troba defensat per una altra torre, que es localitza sobre una petita elevació natural.
La zona del castell millor conservada en general és el mur interior de separació entre els dos recintes. En aquest sector els llenços que uneixen les tres torres són els que conserven les majors altures, aconseguint el nivell del camí de ronda.
La tècnica emprada en la construcció del castell és mixta, combinant-se l'ocupació de la pedra en les parts inferiors dels llenços i torres, amb el recurs del tàpia en les parts superiors. Aquesta tècnica constructiva i certs detalls arquitectònics confirmen la cronologia islàmica de la fortalesa.